# Setzbord
Als Setzbord, Wasserbord oder Schälbord bezeichnet man im Bootsbau ein erhöhtes Bord.
Das Setzbord hat seinen historischen Ursprung vermutlich durch das Aufsetzen von Planken auf eine Bordwand zur Vergrößerung von Einbäumen. Setzborde finden sich bereits an Einbäumen aus römischer Zeit, wie beispielsweise die Schiffsfunde im niederländischen Zwammerdam belegen.
Ein weiteres Mittel zur Verbreiterung eines Einbaums bestand in der Auftrennung des Bootskörpers entlang seiner Längsachse und dem Einbau eines breiteren Bodens, wodurch ein prahmartiges Schiff entstand.
Im mittelalterlichen Schiffstyp des Oberländers wurde sowohl das Setzbord verwendet, wie auch die Auftrennung in Längsrichtung.